# Büğdüz, Orta
Büğdüz là một xã thuộc huyện Orta, tỉnh Çankırı, Thổ Nhĩ Kỳ. Dân số thời điểm năm 2010 là 166 người.